# لين شياو
لين شياو (بالصينية: 林晓) هو سياسي صيني، ولد في 1920، وتوفي في 5 أكتوبر 2018. نشط حزبياً في الحزب الشيوعي الصيني. وقد انتخب عضو مجلس الشعب الصيني ‏ خلال فترته النيابية ‏.